# Nikolaj Petersen
Nikolaj Petersen (* 28. Januar 1938 in Tovrup, Sønderborg; † 8. Dezember 2019) war ein dänischer Politikwissenschaftler und Hochschullehrer.

## Leben und Wirken
Nach seinem Schulbesuch in Sønderborg studierte Nikolaj Petersen Geschichte und Anglistik an der Universität Aarhus und schloss dieses Studium 1966 als "cand.mag. i. historie" ab. Von 1967 bis 1971 war er dann als Sekretär am neu geschaffenenen Dansk Udenrigspolitisk Institut in Aarhus tätig. Anschließend arbeitete er als Dozent für Politikwissenschaft an der Universität Aarhus, wo er 1985 als Professor für Internationale Politik die Nachfolge von Erling Bjøl antrat. Im Jahre 2005 ging er in den Ruhestand.
In seinen zahlreichen Veröffentlichungen in dänischer, englischer und französischer Sprache beschäftigte sich Petersen mit Problemen der internationalen Beziehungen, der Verteidigungs- und Sicherheitspolitik und der europäischen Integration. Insbesondere beschäftigte sich Petersen mit dem Verhältnis Dänemarks zur NATO und zur Europäischen Gemeinschaft und den Sicherheitsproblemen in der Arktis bzw. in Grönland.
Er wirkte in verschiedenen Fachgremien und Institutionen mit, außerdem in der Redaktion von Fachzeitschriften und Sammelbänden aus seinem Forschungsbereich.

## Veröffentlichungen (Auswahl)
Monographien
- Denmark and NATO 1949–1987. Forsvarshistorisk Forskningssenter, Oslo 1987.

- The far North in Danish security policy. Institute for Political Science, Aarhus 1988.
- The Baltic states in international politics. Jurist- og Økonomforbundets Forlag, Copenhagen 1993, ISBN 87-574-3021-7.
- (Mithrsg.): The European Community in world politics. Pinter, London 1993, ISBN 1-85567-147-6
- Die Danish Referendum on the Treaty of Amsterdam. Zentrum für europäische Integrationsforschung, Bonn 1998, ISBN 3-933307-17-1.
- Dansk udenrigspolitiske historie. Bd. 6. Danmarks Nationalleksikon, København 2004, ISBN 978-877789097-0.
- (mit Joergen Groennegaard Christensen): Managing foreign affairs. A comparative perspective. Danish Institute for International Studies, Copenhagen 2005.

Aufsätze
- Danish security policy in the seventies. Continuity or change? In: Cooperation and conflict, Bd. 7 (1972), S. 7–38.
- (mit Jørgen Elklit): Denmark enters the European Communities. In: Scandinavian political studies, Bd. 8 (1973), S. 198–213.

- Europeanism and its foreign policy attitude correlates. A political belief system? In: Cooperation and conflict, Bd. 10 (1975), S. 143–166.

- Adaption as a framework for a analysis of foreign policy behavior. In: Cooperation and conflict, Bd. 12 (1977), S. 221–250.

- Deutschland-Politik aus nordischer Sicht. In: Europa-Archiv, Bd. 32 (1977), S. 285–292.
- The popular basis of Nordic cooperation. A Danish case study. In: Acta sociologica, Bd. 20 (1977), S. 263–285.
- Attitudes towards European integration and the Danish Common Market referendum. In: Scandinavian political studies, Bd. 1 (1978), S. 23–42.
- Entspannungspolitik in Nordeuropa. In: Europa-Archiv, Bd. 36 (1981), S. 649–658.
- Der Beitrag Dänemarks zur NATO. In: Europa-Archiv, Bd. 37 (1982), S. 603–610.
- Britain, Scandinavia, and the North Atlantic Treaty, 1948–49. In: Review of international studies, Bd. 8 (1982), S. 251–268.
- Das Scandilux-Experiment. Auf dem Wege zu einer transnationalen sozialdemokratischen Sicherheitsperspektive? In: Europa-Archiv, Bd. 39 (1984), S. 493–500.
- Dänemarks Sicherheitspolitik. Von der Konfrontation zum Kompromiß? In: Europa-Archiv, Bd. 40 (1985), S. 287–296.
- Bargaining power among potential allies. Negotiating the North Atlantic Treaty, 1948–49. In: Review of international studies, Bd. 12 (1986), S. 187–203.
- Denmark, Greenland, and Arctic security. In: Kari Möttölä (Hrsg.): The Arctic challenge. Nordic and Canadian approaches to security and cooperation in an emerging international region. Westview Press, Boulder, Colo. 1988, S. 39–73, ISBN 0-8133-7545-2.
- Isolation oder Verstrickung. Dänemark und die militärische Integration in Europa 1948–1951. In: Norbert Wiggershaus (Hrsg.): Die westliche Sicherheitsgemeinschaft 1948–1950. Boldt, Boppard 1988, S. 167–189, ISBN 3-7646-1878-7.
- Denmark's foreign relations in the 1990s. In: The Annals of the American Academy of Political and Social Science, Bd. 512 (1990), S. 88–100.
- Adapting to change: Danish security after the Cold War. In: Birthe Hansen (Hrsg.): European security 2000. Copenhagen Political Studies Press, Copenhagen 1995, S. 99–116.
- (Mitautor): Deutschland und die nordischen Länder. In: Burkhard Auffermann (Hrsg.): Nordeuropa und die deutsche Herausforderung (= Nordeuropäische Studien, Bd. 8). Nomos, Baden-Baden 1995, S. 79–191, ISBN 3-7890-3708-7.
- The Nordic trio and the future of the EU. In: Geoffrey Edwards (Hrsg.): The politics of European Treaty reform. Pinter, London 1997, S. 159–187, ISBN 1-85567-358-4.
- Denmark, the IGC 1996 and the future of the European Union. In: Danish foreign policy yearbook, Jg. 1998, S. 43–59.
- National strategies in the integration dilemma. An adaption approach. In: Journal of common market studies, Bd. 36 (1998), S. 33–54.
- The dilemmas of alliance. Denmark's fifty years with NATO. In: Gustav Schmidt (Hrsg.): A history of NATO – the first fifty years. Bd. 3. Palgrave, Basingstoke 2001, S. 275–293, ISBN 0-333-77488-4.
- The iceman that never came. 'Project Iceworm', the search for a NATO deterrent, and Denmark, 1960–1962. In: Scandinavian journal of history, Bd. 33 (2008), S. 75–98.
- The Arctic as a new arena for Danish foreign policy. The Ilulissat initiative and its implications. In: Danish foreign policy yearbook, Jg. 2009, S. 35–78.
- SAC at Thule. Greenland in the U.S. polar strategy. In: Journal of Cold War studies, Bd. 13 (2011), S. 90–115.
- "Footnoting" as a political instrument. Denmark's NATO policy in the 1980s. In: Cold War History, Bd. 12 (2012), S. 295–317.
- The Arctic challenge to Danish foreign and security policy. In: James Kraska (Hrsg.): Artic security in an age of climate change. Cambridge University Press, Cambridge 2013, S. 145–165, ISBN 978-1-107-67367-0.
- The politics of US military research in Greenland in the early Cold War. In: Centaurus, Bd. 55 (2013), S. 294–318.

Festschrift
- Georg Sørensen/Hans-Henrik Holm (Hrsg.): And now what? International politics after the Cold War. Essays in honour of Nikolaj Petersen. Politica. Aarhus 1998, ISBN 87-7335-090-7.